# Григорьева, Светлана Александровна
Светлана Александровна Григорьева (родилась 19 марта 1983 года в Волгодонске) — российская хоккеистка (хоккей на траве и индорхоккей), мастер спорта России.

## Биография

### Образование
Окончила Кубанский государственный университет физической культуры, спорта и туризма, факультет физической культуры и спорта.

### Карьера в клубах
Хоккеем на траве начала заниматься в 1994 году в секции в городе Волгодонске под руководством тренера Зинаиды Махмутовой. В 1995 году праздновала первый успех, выиграв в составе команды «Дончанка» города Волгодонска турнир «Травушка». С 2000 по 2003 годы играла за эту команду, став дважды бронзовым призёром чемпионата России в высшей лиге и один раз серебряным призёром. С 2004 года выступает за «Волгу-Телеком» (Нижний Новгород), шестикратная чемпионка России в её составе.

### В сборной
Выступала ранее как за сборную России по хоккею на траве, так и за сборную России по индорхоккею. В 2003 году она выиграла молодёжный чемпионат Европы по индорхоккею в Италии, а также выступила на чемпионате мира по индорхоккею и заняла там 8-е место со сборной. В 2007 году со сборной по хоккею на траве стала серебряным призёром чемпионата Европы в классе «Трофи», который проходил в литовском Шяуляе.